# کوت-دارمور

کوت-دارمور (به فرانسوی: Côtes-d'Armor) بیست و دومین شهرستان فرانسه است . شهرستان کوت-دارمور در شمال غربی فرانسه و جنوب کانال مانش قرار دارد. این شهرستان زیرمجموعه ناحیه بروتاین می‌باشد . مساحت این شهرستان  ۶٬۸۷۸ کیلومتر مربع و جمعیت آن ۵۷۶٬۰۴۹ نفر است. این شهرستان در خلال انقلاب فرانسه بر پا گردید.